# Volvo VESC

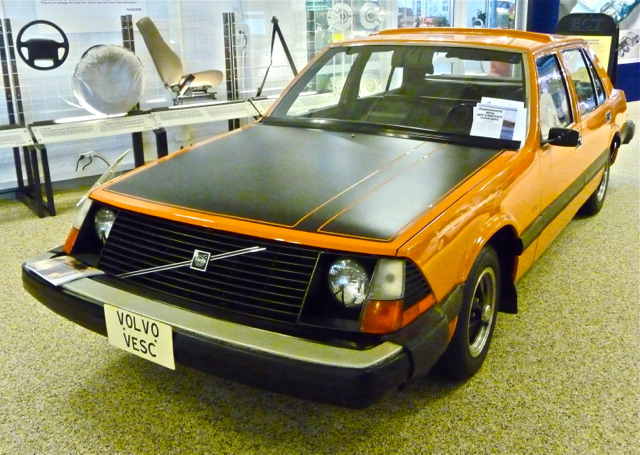
Volvo VESC

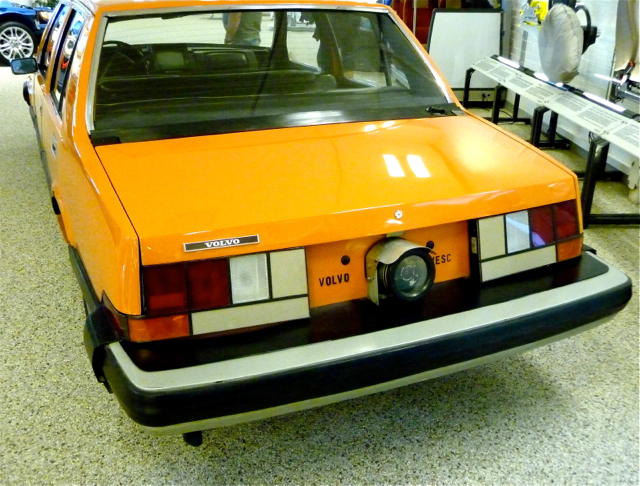
Volvo VESC. I mitten backkameran.

Volvo VESC, Volvo Experimental Safety Car var en konceptbil från 1972.
Dåvarande Volvos, nu Volvo Personvagnars konceptbil utformades med tyngdpunkten kring säkerhetstänkande. Redan på slutet av 1960-talet hade Volvo haft ett projekt med benämningen P1560, som man tillverkat i flera olika modeller. Men detta projekt lades ner 1971, bland annat på grund av osäkerheter kring kommande säkerhetsregler – främst från USA. Istället koncentrerade man sig på VESC, på samma sätt som ESV (Experimental Safety Vehicle)-projekten hos amerikanska bilföretag. Enligt planen skulle totalt 10 exemplar byggas. Anledningen till att så många exemplar byggdes var att man redan hade byggt ett antal prototyper till en ny bilmodell som skulle komplettera 140-serien och bli en ersättare för Volvo 164. Den skulle erbjudas med en V8 och vara betydligt större än tidigare Volvo-modeller. Projektet lades ner, men konstruktionen och prototyperna kom till användning som Volvo VESC.
Den 552 centimeter långa bilen hade kraftigt utdragna stötfångare för att åkande skulle överleva en frontalkollision i 80 km/h. Vid kollision skulle motorn tvingas ner under kupégolvet med hjälp av en plåt mellan motorrummet och sittutrymmet. Likaså var rattstången utrustad med en fjäder för att dras ner i instrumentpanelen vid krock (det sistnämnda är nu standard men fanns på en del bilar redan då; innan dess var det vanlig att föraren klämdes ihjäl mellan ratt och säte vid kollision). Bilen hade också deformationszoner och kraftiga förstärkningar i sidorna. VESC skulle klara ett fall med taket före från 2,4 m höjd utan att tryckas in mer än 75 mm. Nackstöden var infällda i sätena och fälldes upp vid krock – på framsätenas baksida satt stora kuddar som skulle fånga upp baksätespassagerare vid kollision.
Andra finesser på Volvo VESC var låsningsfria bromsar, backvarningssignal, varselljus, varningslampor i dörren och en föregångare till de backkameror som finns idag. De olika exemplaren hade något olika utrustning, bland annat krockkuddar. Mycket av bilen – i synnerhet fronten – går igen i den första generationen av Volvo 240, som lanserades 1974.
Volvo VESC återfinns idag på Volvo Museum i Göteborg.